# Canton de Marmande-Est
Pour les articles homonymes, voir Canton de Marmande (homonymie).
Le canton de Marmande-Est est une ancienne division administrative française située dans le département de Lot-et-Garonne, en région Nouvelle-Aquitaine.

## Géographie
Ce canton était organisé autour de Marmande dans l'arrondissement de Marmande. Son altitude variait de 12 m (Marmande) à 142 m (Hautesvignes) pour une altitude moyenne de 40 m.

## Histoire
Le canton de Marmande-Est est créé en 1973, en même temps que celui de Marmande-Ouest, en remplacement du canton de Marmande.

## Administration
| Période | Période      | Identité                               | Étiquette | Qualité                                                                |
| ------- | ------------ | -------------------------------------- | --------- | ---------------------------------------------------------------------- |
| 1973    | 1985         | Gérard Guillot                         | UDF       | Maire de Marmande (1977-1983)                                          |
| 1985    | 1985 (décès) | Jean Larrieu                           | UDF       | Maire de Gontaud-de-Nogaret                                            |
| 1985    | 2004         | Gilberte Larrieu (épouse du précédent) | UDF       | Agent immobilier Maire de Gontaud-de-Nogaret                           |
| 2004    | 2015         | Jacques Bilirit                        | PS        | Maire de Fourques-sur-Garonne Élu en 2015 dans le canton de Marmande-2 |

## Composition
Le canton de Marmande-Est se composait d'une fraction de la commune de Marmande et de neuf autres communes. Il comptait 15 428 habitants (population municipale) au 1er janvier 2012.
| Nom                     | Code Insee | Intercommunalité                | Population (dernière pop. légale)              |
| ----------------------- | ---------- | ------------------------------- | ---------------------------------------------- |
| Marmande (chef-lieu)    | 47157      | CA Val de Garonne Agglomération | Fraction : 9 237(2012) Commune : 17 748 (2014) |
| Agmé                    | 47002      | CA Val de Garonne Agglomération | 107 (2014)                                     |
| Birac-sur-Trec          | 47028      | CA Val de Garonne Agglomération | 860 (2014)                                     |
| Fauguerolles            | 47094      | CA Val de Garonne Agglomération | 746 (2014)                                     |
| Gontaud-de-Nogaret      | 47110      | CA Val de Garonne Agglomération | 1 670 (2014)                                   |
| Hautesvignes            | 47118      | CC Lot et Tolzac                | 163 (2014)                                     |
| Longueville             | 47150      | CA Val de Garonne Agglomération | 359 (2014)                                     |
| Saint-Pardoux-du-Breuil | 47263      | CA Val de Garonne Agglomération | 609 (2014)                                     |
| Taillebourg             | 47304      | CA Val de Garonne Agglomération | 78 (2014)                                      |
| Virazeil                | 47326      | CA Val de Garonne Agglomération | 1 742 (2014)                                   |

## Démographie
| 1975 | 1982 | 1990   | 1999   | 2006   | 2011   | 2012   |
| ---- | ---- | ------ | ------ | ------ | ------ | ------ |
| -    | -    | 14 203 | 14 033 | 14 581 | 15 287 | 15 428 |